# Komisariat Straży Granicznej „Ustroń”
Komisariat Straży Granicznej „Ustroń” – jednostka organizacyjna Straży Granicznej pełniąca służbę ochronną na granicy polsko-czechosłowackiej w latach 1928–1939.

## Geneza
Na wniosek Ministerstwa Skarbu, uchwałą z 10 marca 1920, powołano do życia Straż Celną. Proces tworzenia Straży Celnej trwał do końca 1922. 
Komisariat Straży Celnej „Ustroń”, wraz ze swoimi placówkami granicznymi, wszedł w podporządkowanie Inspektoratu Straży Celnej „Cieszyn”.
W drugiej połowie 1927 przystąpiono do gruntownej reorganizacji Straży Celnej. W praktyce skutkowało to rozwiązaniem tej formacji granicznej.
Rozkazem nr 4 z 30 kwietnia 1928 w sprawie organizacji Śląskiego Inspektoratu Okręgowego dowódca Straży Granicznej gen. bryg. Stefan Pasławski powołał komisariat Straży Granicznej „Ustroń”, który przejął ochronę granicy od rozwiązywanego komisariatu Straży Celnej.

## Formowanie i zmiany organizacyjne
Rozporządzeniem Prezydenta Rzeczypospolitej Polskiej Ignacego Mościckiego z 22 marca 1928, do ochrony północnej, zachodniej i południowej granicy państwa, a w szczególności do ich ochrony celnej, powoływano z dniem 2 kwietnia 1928 Straż Graniczną.
Rozkazem nr 4 z 30 kwietnia 1928 w sprawie organizacji Śląskiego Inspektoratu Okręgowego dowódca Straży Granicznej gen. bryg. Stefan Pasławski przydzielił komisariat „Ustroń” do Inspektoratu Granicznego nr 17 „Biała” i określił jego strukturę organizacyjną. 
Rozkazem nr 10 z 5 listopada 1929 w sprawie reorganizacji Śląskiego Inspektoratu Okręgowego komendant Straży Granicznej płk Jan Jur-Gorzechowski określił numer i nową strukturę komisariatu.
Rozkazem nr 1 z 1 lipca 1938 w sprawach [...] organizacyjnych, komendant Straży Granicznej płk Jan Gorzechowski zatwierdził rozgraniczenie komisariatu.
Rozkazem nr 3 z 8 września 1938 w sprawach reorganizacji jednostek na terenach Śląskiego, Zachodniomałopolskiego i Wschodniomałopolskiego okręgów Straży Granicznej, a także utworzenia nowych komisariatów i placówek, komendant Straży Granicznej płk Jan Gorzechowski, działając na podstawie upoważnienia Ministra Skarbu z 14 października 1938 zarządził przeniesienie siedzib komendy obwodu „Bielsko” do Cieszyna, a komisariatu i placówki II linii „Ustroń” do Jabłonkowa. Ponadto komisariat „Ustroń” miał zorganizować nowe placówki linii w miejscowościach: Mosty, Mnisi Wierch, Kosarzyska i Wielki Połom.

## Służba graniczna
W 1938 zatwierdzono nowe rozgraniczenie komisariatów „Istebna” i „Ustroń”:
- linia biegnącą od kamienia granicznego nr 25 do wewnątrz ścieżką turystyczną na Mraźnicę (786), przez którą drogą turystyczną do szosy na Kubalonce. Następnie drogą przez Zameczek do mostu na Czarnej Wisełce przy szosie do Wisły i przez Czarne, Przysłup (1021) na szczyt Baraniej Góry (1214), skąd drogą turystyczną do miejscowości Magórki (1129) i dalej drogą turystyczną do miejscowości Fojtula. Od miejscowości Fojtula pozostaje poprzednie rozgraniczenie nie zostało zmienione.

Sąsiednie komisariaty:
- komisariat Straży Granicznej „Cieszyn” ⇔ komisariat Straży Granicznej „Istebna” − 1928

## Kierownicy/komendanci komisariatu
| stopień     | imię i nazwisko         | okres pełnienia służby | kolejne stanowisko |
| ----------- | ----------------------- | ---------------------- | ------------------ |
| pkom.       | Józef Szymiczek         | był II 1933            |                    |
| kom.        | Mieczysław Wygrzywalski | był w 1934             |                    |
| podkomisarz | Tadeusz Szafarski       | - 29 X 1938            |                    |

## Struktura organizacyjna

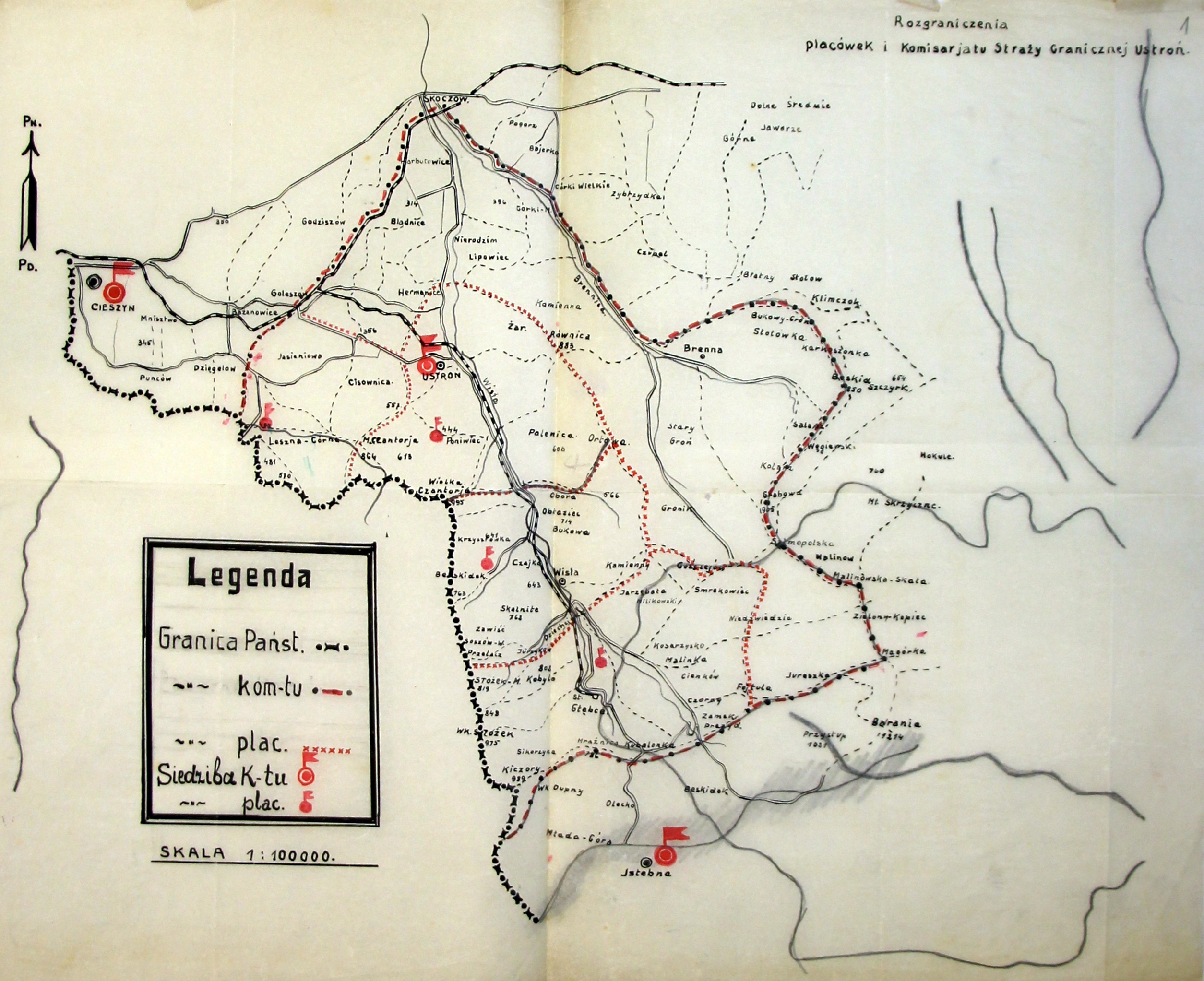
Szkic komisariatu SG „Ustroń”

Organizacja komisariatu w kwietniu 1928:
- komenda − Ustroń
- placówka Straży Granicznej I linii „Parszywnia”
- placówka Straży Granicznej I linii „Czantoria” Mała
- placówka Straży Granicznej I linii „Jawornik”
- placówka Straży Granicznej I linii „Mały Stożek”
- placówka Straży Granicznej II linii „Ustroń”

Organizacja komisariatu w listopadzie 1929:
- 2/17 komenda − Ustroń
- placówka Straży Granicznej I linii „Leszna Górna”
- placówka Straży Granicznej I linii „Poniwiec”
- placówka Straży Granicznej I linii „Jawornik”
- placówka Straży Granicznej I linii „Wisła”
- placówka Straży Granicznej II linii „Ustroń”

Organizacja komisariatu w 1935:
- komenda − Ustroń
- placówka Straży Granicznej I linii „Leszna Górna”
- placówka Straży Granicznej I linii „Poniwiec”
- placówka Straży Granicznej I linii „Jawornik”
- placówka Straży Granicznej I linii „Wisła”
- placówka Straży Granicznej II linii „Ustroń”